# Enzo Garinei
Pour les articles homonymes, voir Garinei.
Enzo Garinei, né à Rome le 4 mai 1926 et mort le 25 août 2022 dans la même ville, est un acteur italien. 

## Biographie
Il a joué dans près de quatre-vingt films depuis 1949.
Actif au cinéma, au théâtre et à la télévision, il est aussi la voix de doublure en italien de Stan Laurel et de Sherman Hemsley dans le sitcom américain The Jeffersons.

## Filmographie partielle
- 1949 : Totò le Moko (Totò Le Mokò) de Carlo Ludovico Bragaglia :  la Tulipe
- 1949 : Il vedovo allegro de Mario Mattoli
- 1950 : Totò cherche une épouse (Totò cerca moglie) de Carlo Ludovico Bragaglia :  Severino Bellavista
- 1951 : Les nôtres arrivent (Arrivano i nostri) de Mario Mattoli : directeur de l'hôtel Chez moi
- 1951 : Accidenti alle tasse!! de Mario Mattoli
- 1952 : Cinque poveri in automobile de Mario Mattoli : le serveur
- 1953 : Deux Nuits avec Cléopâtre (Due notti con Cleopatra) de Mario Mattoli : un marchand
- 1955 : Ces demoiselles du téléphone (Le signorine dello 04) de Gianni Franciolini : Silvio Marcotulli, le soupirant de Bruna
- 1955 : Totò e Carolina de Mario Monicelli : Rinaldi
- 1956 : Femmes seules (Donne sole) de Vittorio Sala
- 1959 : Totò à Madrid (ou Un coup fumant) (Totò, Eva e il pennello proibito) de Steno : l'amant
- 1960 : Les Dauphins (I delfini) de Francesco Maselli : Guglielmo
- 1964 : Les Martiens ont douze mains (I marziani hanno dodici mani) de Castellano et Pipolo : X3
- 1965 : Meurtre à l'italienne (Io uccido, tu uccidi) de Gianni Puccini : le psychanalyste (section Giochi acerbi)
- 1971 : Le PDG a des ratés (La prima notte del dottore Danieli) de Giovanni Grimaldi : Chevron
- 1973 : Les Grands Patrons (Bisturi, la mafia bianca) de Luigi Zampa : Dr Botti
- 1975 : Les Furieux (Fango bollente) de Vittorio Salerno : le directeur du centre de recherche
- 1976 : La portiera nuda de Luigi Cozzi
- 1980 : Secrets d'adolescentes (Le segrete esperienze di Luca e Fanny) de Roberto Girometti et Gérard Loubeau : le père de Luca
- 1982 : Banana Joe de Steno : Moreno
- 1984 : Il ragazzo di campagna  de Franco Castellano et Giuseppe Moccia (Castellano e Pipolo) : le manager